# Јеловјане
Јеловјане (мкд. Јеловјане) је горанско село у Северној Македонији, у северозападном делу државе. Јеловјане припада општини Боговиње.
Из Јеловјана је пореклом северномакедонски фудбалер Елиф Елмас.

## Географија
Насеље Јеловјане је смештено у северозападном делу Северне Македоније. Од најближег већег града, Тетова насеље је удаљено 18 km јужно.
Јеловјане се налази у горњем делу историјске области Полог. Насеље је положено високо, на источним висовима Шар-планине, које се пар километара западно спуштају у плодно и густо насељено Полошко поље. Надморска висина насеља је приближно 1.210 метара.
Клима у насељу је планинска због знатне надморске висине.

## Становништво
Становништво Јеловјана је углавном пореклом из Призренске горе. Доселили су се већ као исламизовани крајем 18. и почетком 19. века. Непосредно пре доласка Горана досељена су два рода из Љуме и један из Анадолије, који су се доцније утопили у Горане.
Јеловјане је према последњем попису из 2021. године имало 283 становника.
| Национални састав према попису из 2021.‍ | Национални састав према попису из 2021.‍ | Национални састав према попису из 2021.‍ | Национални састав према попису из 2021.‍ | Национални састав према попису из 2021.‍ |
| --------------------------------------- | --------------------------------------- | --------------------------------------- | --------------------------------------- | --------------------------------------- |
|                                         |                                         |                                         |                                         |                                         |
| Турци                                   | Турци                                   |                                         | 173                                     | 61,1%                                   |
| Македонци                               | Македонци                               |                                         | 9                                       | 3,2%                                    |
| Албанци                                 | Албанци                                 |                                         | 8                                       | 2,8%                                    |
| други                                   | други                                   |                                         | 25                                      | 8,8%                                    |
| непописани                              | непописани                              |                                         | 68                                      | 24%                                     |

Већинска вероисповест је ислам.